# Liga das Nações da UEFA B de 2022–23
A Liga das Nações da UEFA B de 2022–23 foi a segunda divisão da edição 2022–23 da Liga das Nações da UEFA, a terceira temporada da competição internacional de futebol envolvendo as seleções masculinas das 55 federações membros da UEFA.

## Formato
A Liga B consiste nos melhores classificados entre 17º a 32º na classificação geral da Liga das Nações da UEFA de 2020–21, sendo estes divididos em quatro grupos de quatro. Cada equipe jogou seis partidas dentro de seu grupo, usando o formato de partidas em casa e fora em junho e setembro de 2022. Os vencedores de cada grupo foram promovidos para a Liga das Nações da UEFA A de 2024–25 e o quarto colocado de cada grupo foi rebaixado para a Liga das Nações da UEFA C de 2024–25.

## Equipes

### Mudanças de equipe
A seguir estão as mudanças de equipe da Liga B da temporada 2020–21:
| Rebaixados da Liga das Nações da UEFA A de 2020–21   | Promovidos da Liga das Nações da UEFA C de 2020–21 |
| ---------------------------------------------------- | -------------------------------------------------- |
| - Bósnia e Herzegovina - Islândia - Suécia - Ucrânia | - Albânia - Armênia - Montenegro - Eslovênia       |

| Promovidos para Liga das Nações da UEFA A de 2022–23 | Rebaixados para Liga das Nações da UEFA C de 2022–23 |
| ---------------------------------------------------- | ---------------------------------------------------- |
| - Áustria - Tchéquia - Hungria - País de Gales       | - Bulgária - Irlanda do Norte - Eslováquia - Turquia |

### Chaveamento
Na lista de acesso de 2022–23, a UEFA classificou as equipes com base na classificação geral da Liga das Nações da UEFA de 2020–21. Os potes para a fase de grupos foram confirmados em 22 de setembro de 2021, e foram baseados na classificação da lista de acesso.
| Seleção              | Rank |
| -------------------- | ---- |
| Ucrânia              | 17   |
| Suécia               | 18   |
| Bósnia e Herzegovina | 19   |
| Islândia             | 20   |

| Seleção   | Rank |
| --------- | ---- |
| Finlândia | 21   |
| Noruega   | 22   |
| Escócia   | 23   |
| Rússia    | 24   |

| Seleção | Rank |
| ------- | ---- |
| Israel  | 25   |
| Romênia | 26   |
| Sérvia  | 27   |
| Irlanda | 28   |

| Seleção    | Rank |
| ---------- | ---- |
| Eslovênia  | 29   |
| Montenegro | 30   |
| Albânia    | 31   |
| Armênia    | 32   |

O sorteio para a fase de grupos ocorreu na sede da UEFA em Nyon na Suíça em 16 de dezembro de 2021.

## Grupos
A lista de partidas foi confirmada pela UEFA em 17 de dezembro de 2021. A lista de partidas do Grupo 1 foi alterada após o adiamento do Caminho A das eliminatórias da UEFA para a Copa do Mundo de 2022.
Horário das partidas segue o fuso horário UTC+2 (os horários locais, se diferentes, estão entre parênteses).

### Grupo 1
| Pos | Equipe  | Pts | J | V | E | D | GP | GC | SG  | Promovido ou rebaixado |     | Escócia | Ucrânia | República da Irlanda | Arménia |
| --- | ------- | --- | - | - | - | - | -- | -- | --- | ---------------------- | --- | ------- | ------- | -------------------- | ------- |
| 1   | Escócia | 13  | 6 | 4 | 1 | 1 | 11 | 5  | +6  | Promovido à Liga A     |     | —       | 3–0     | 2–1                  | 2–0     |
| 2   | Ucrânia | 11  | 6 | 3 | 2 | 1 | 10 | 4  | +6  |                        |     | 0–0     | —       | 1–1                  | 3–0     |
| 3   | Irlanda | 7   | 6 | 2 | 1 | 3 | 8  | 7  | +1  |                        | 3–0 | 0–1     | —       | 3–2                  |         |
| 4   | Armênia | 3   | 6 | 1 | 0 | 5 | 4  | 17 | −13 | Rebaixado à Liga C     |     | 1–4     | 0–5     | 1–0                  | —       |

| 4 de junho de 2022  | Armênia       | 1 – 0     | Irlanda | Estádio Republicano, Erevã                 |
| 15:00 17:00 (UTC+4) | Spertsyan 74' | Relatório |         | Público: 10 600 Árbitro: ROU Radu Petrescu |

| 8 de junho de 2022  | Escócia                   | 2 – 0     | Armênia | Hampden Park, Glasgow                           |
| 20:45 19:45 (UTC+1) | Ralston 28' · McKenna 40' | Relatório |         | Público: 38 627 Árbitro: AUT Sebastian Gishamer |

| 8 de junho de 2022  | Irlanda | 0 – 1     | Ucrânia       | Aviva Stadium, Dublin                    |
| 20:45 19:45 (UTC+1) |         | Relatório | Tsyhankov 49' | Público: 40 111 Árbitro: SVK Filip Glova |

| 11 de junho de 2022 | Ucrânia                                         | 3 – 0     | Armênia | Stadion Miejski im. Władysława Króla, Łódź (Polónia) |
| 20:45 19:45 (UTC+1) | Malinovskyi 61' · Karavayev 77' · Mykolenko 84' | Relatório |         | Público: 12 503 Árbitro: POL Daniel Stefanski        |

| 11 de junho de 2022 | Irlanda                                | 3 – 0     | Escócia | Aviva Stadium, Dublin                       |
| 18:00 17:00 (UTC+1) | Browne 20' · Parrott 28' · Obafemi 51' | Relatório |         | Público: 46 927 Árbitro: ITA Marco Di Bello |

| 14 de junho de 2022 | Armênia         | 1 – 4     | Escócia                                          | Estádio Republicano, Erevã                    |
| 18:00 20:00 (UTC+4) | Bichakhchyan 6' | Relatório | Armstrong 14', 45+1' · J. McGinn 50' · Adams 54' | Público: 13 500 Árbitro: MNE Nikola Dabanović |

| 14 de junho de 2022 | Ucrânia    | 1 – 1     | Irlanda        | Stadion Miejski im. Władysława Króla, Łódź (Polónia) |
| 20:45 19:45 (UTC+1) | Dovbyk 47' | Relatório | N. Collins 31' | Público: 10 641 Árbitro: TUR Ali Palabıyık           |

| 21 de setembro de 2022 | Escócia                        | 3 – 0     | Ucrânia | Hampden Park, Glasgow                         |
| 20:45 19:45 (UTC+1)    | J. McGinn 70' · Dykes 80', 87' | Relatório |         | Público: 42 846 Árbitro: ITA Maurizio Mariani |

| 24 de setembro de 2022 | Armênia | 0 – 5     | Ucrânia                                                    | Estádio Republicano, Erevã                |
| 15:00 17:00 (UTC+4)    |         | Relatório | Tymchyk 22' · Zubkov 57' · Dovbyk 69', 84' · Ihnatenko 81' | Público: 7 200 Árbitro: POR João Pinheiro |

| 24 de setembro de 2022 | Escócia                         | 2 – 1     | Irlanda  | Hampden Park, Glasgow                       |
| 20:45 19:45 (UTC+1)    | Hendry 49' · Christie 82' (pen) | Relatório | Egan 18' | Público: 48 853 Árbitro: SUI Sandro Schärer |

| 27 de setembro de 2022 | Irlanda                                    | 3 – 2     | Armênia                     | Aviva Stadium, Dublin                       |
| 20:45 19:45 (UTC+1)    | Egan 18' · Obafemi 52' · Brady 90+1' (pen) | Relatório | Dashyan 71' · Spertsyan 73' | Público: 41 719 Árbitro: SVN Rade Obrenovič |

| 27 de setembro de 2022 | Ucrânia | 0 – 0     | Escócia | Estádio Wojska Polskiego, Cracóvia (Polónia)         |
| 20:45 21:45 (UTC+3)    |         | Relatório |         | Público: 13 534 Árbitro: GRE Anastasios Sidiropoulos |

### Grupo 2
| Pos | Equipe   | Pts | J | V | E | D | GP | GC | SG | Promovido ou rebaixado             |     | Israel | Islândia | Albânia | Rússia |
| --- | -------- | --- | - | - | - | - | -- | -- | -- | ---------------------------------- | --- | ------ | -------- | ------- | ------ |
| 1   | Israel   | 8   | 4 | 2 | 2 | 0 | 8  | 6  | +2 | Promovido à Liga A                 |     | —      | 2–2      | 2–1     | Canc.  |
| 2   | Islândia | 4   | 4 | 0 | 4 | 0 | 6  | 6  | 0  |                                    |     | 2–2    | —        | 1–1     | Canc.  |
| 3   | Albânia  | 2   | 4 | 0 | 2 | 2 | 4  | 6  | −2 |                                    | 1–2 | 1–1    | —        | Canc.   |        |
| 4   | Rússia   | 0   | 0 | 0 | 0 | 0 | 0  | 0  | 0  | Desqualificado; rebaixado à Liga C |     | Canc.  | Canc.    | Canc.   | —      |

1. ↑  Em 2 de maio de 2022 a UEFA anunciou que a seleção Russa foi suspensa e automaticamente rebaixada para a Liga C devido a invasão do país a Ucrânia.[22]

| 2 de junho de 2022  | Israel                   | 2 – 2     | Islândia                      | Estádio Sammy Ofer, Haifa                     |
| 20:45 21:45 (UTC+3) | Abada 25' · Weissman 84' | Relatório | Helgason 42' · Sigurðsson 53' | Público: 13 150 Árbitro: LVA Andris Treimanis |

| 6 de junho de 2022  | Islândia         | 1 – 1     | Albânia    | Laugardalsvöllur, Reiquiavique           |
| 20:45 18:45 (UTC+0) | Þorsteinsson 49' | Relatório | Seferi 30' | Público: 4 033 Árbitro: ENG Craig Pawson |

| 10 de junho de 2022 | Albânia           | 1 – 2     | Israel           | Arena Kombëtare, Tirana                    |
| 20:45               | Broja 45+2' (pen) | Relatório | Solomon 57', 73' | Público: 18 100 Árbitro: POR Tiago Martins |

| 13 de junho de 2022 | Islândia                       | 2 – 2     | Israel                                | Laugardalsvöllur, Reiquiavique           |
| 20:45 18:45 (UTC+0) | Þorsteinsson 9' · Helgason 60' | Relatório | Grétarsson 35' (g.c.) · D. Peretz 65' | Público: 2 778 Árbitro: CRO Duje Strukan |

| 24 de setembro de 2022 | Israel                      | 2 – 1     | Albânia   | Estádio Bloomfield, Tel Aviv                                   |
| 20:45 21:45 (UTC+3)    | Weissman 46' · Baribo 90+2' | Relatório | Uzuni 88' | Público: 29 200[carece de fontes?] Árbitro: LTU Donatas Rumšas |

| 27 de setembro de 2022 | Albânia     | 1 – 1     | Islândia       | Arena Kombëtare, Tirana                       |
| 20:45                  | Lenjani 35' | Relatório | Anderson 90+7' | Público: 8 800 Árbitro: ESP Ricardo de Burgos |

### Grupo 3
| Pos | Equipe               | Pts | J | V | E | D | GP | GC | SG | Promovido ou rebaixado |     | Bósnia e Herzegovina | Finlândia | Montenegro | Romênia |
| --- | -------------------- | --- | - | - | - | - | -- | -- | -- | ---------------------- | --- | -------------------- | --------- | ---------- | ------- |
| 1   | Bósnia e Herzegovina | 11  | 6 | 3 | 2 | 1 | 8  | 8  | 0  | Promovido à Liga A     |     | —                    | 3–2       | 1–0        | 1–0     |
| 2   | Finlândia            | 8   | 6 | 2 | 2 | 2 | 8  | 6  | +2 |                        |     | 1–1                  | —         | 2–0        | 1–1     |
| 3   | Montenegro           | 7   | 6 | 2 | 1 | 3 | 6  | 6  | 0  |                        | 1–1 | 0–2                  | —         | 2–0        |         |
| 4   | Romênia              | 7   | 6 | 2 | 1 | 3 | 6  | 8  | −2 | Rebaixado à Liga C     |     | 4–1                  | 1–0       | 0–3        | —       |

| 4 de junho de 2022  | Finlândia         | 1 – 1     | Bósnia e Herzegovina | Estádio Olímpico, Helsínquia |
| 18:00 19:00 (UTC+3) | Pukki 45+1' (pen) | Relatório | Prevljak 90+3'       | Árbitro: SCO Nicholas Walsh  |

| 4 de junho de 2022 | Montenegro                   | 2 – 0     | Romênia | Estádio Pod Goricom, Podgoritza |
| 20:45              | Mugoša 66' · M. Vukčević 87' | Relatório |         | Árbitro: SWE Andreas Ekberg     |

| 7 de junho de 2022  | Finlândia           | 2 – 0     | Montenegro | Estádio Olímpico, Helsínquia |
| 20:45 21:45 (UTC+3) | Pohjanpalo 31', 38' | Relatório |            | Árbitro: NED Allard Lindhout |

| 7 de junho de 2022 | Bósnia e Herzegovina | 1 – 0     | Romênia | Estádio Bilino Polje, Zenica  |
| 20:45              | Prevljak 68'         | Relatório |         | Árbitro: GER Sascha Stegemann |

| 11 de junho de 2022 | Montenegro  | 1 – 1     | Bósnia e Herzegovina | Estádio Pod Goricom, Podgoritza |
| 20:45               | Marušić 77' | Relatório | Menalo 62'           | Árbitro: ITA Daniele Orsato     |

| 11 de junho de 2022 | Romênia   | 1 – 0     | Finlândia | Stadionul Rapid-Giulești, Bucareste |
| 20:45 21:45 (UTC+3) | Bancu 30' | Relatório |           | Árbitro: AUT Harald Lechner         |

| 14 de junho de 2022 | Bósnia e Herzegovina             | 3 – 2     | Finlândia               | Estádio Bilino Polje, Zenica |
| 20:45               | Pjanić 5' (pen) · Džeko 29', 58' | Relatório | Pukki 10' · Källman 18' | Árbitro: BUL Georgi Kabakov  |

| 14 de junho de 2022 | Romênia | 0 – 3     | Montenegro           | Stadionul Rapid-Giulești, Bucareste |
| 20:45 21:45 (UTC+3) |         | Relatório | Mugoša 42', 56', 63' | Árbitro: POR João Pinheiro          |

| 23 de setembro de 2022 | Bósnia e Herzegovina | 1 – 0     | Montenegro | Estádio Bilino Polje, Zenica  |
| 20:45                  | Demirović 45+1'      | Relatório |            | Árbitro: POL Szymon Marciniak |

| 23 de setembro de 2022 | Finlândia | 1 – 1     | Romênia    | Estádio Olímpico, Helsínquia         |
| 20:45 21:45 (UTC+3)    | Pukki 12' | Relatório | Tănase 52' | Árbitro: ESP Carlos del Cerro Grande |

| 26 de setembro de 2022 | Romênia                               | 4 – 1     | Bósnia e Herzegovina | Stadionul Rapid-Giulești, Bucareste |
| 20:45 21:45 (UTC+3)    | Man 38' · Pușcaș 73', 86' · Rațiu 79' | Relatório | Džeko 77'            | Árbitro: TUR Halil Umut Meler       |

| 26 de setembro de 2022 | Montenegro | 0 – 2     | Finlândia                | Estádio Pod Goricom, Podgoritza |
| 20:45                  |            | Relatório | Antman 47' · Källman 53' | Árbitro: FRA François Letexier  |

### Grupo 4
| Pos | Equipe    | Pts | J | V | E | D | GP | GC | SG | Promovido ou rebaixado |     | Sérvia | Noruega | Eslovénia | Suécia |
| --- | --------- | --- | - | - | - | - | -- | -- | -- | ---------------------- | --- | ------ | ------- | --------- | ------ |
| 1   | Sérvia    | 13  | 6 | 4 | 1 | 1 | 13 | 5  | +8 | Promovido à Liga A     |     | —      | 0–1     | 4–1       | 4–1    |
| 2   | Noruega   | 10  | 6 | 3 | 1 | 2 | 7  | 7  | 0  |                        |     | 0–2    | —       | 0–0       | 3–2    |
| 3   | Eslovênia | 6   | 6 | 1 | 3 | 2 | 6  | 10 | −4 |                        | 2–2 | 2–1    | —       | 0–2       |        |
| 4   | Suécia    | 4   | 6 | 1 | 1 | 4 | 7  | 11 | −4 | Rebaixado à Liga C     |     | 0–1    | 1–2     | 1–1       | —      |

| 2 de junho de 2022 | Sérvia | 0 – 1     | Noruega     | Estádio Estrela Vermelha, Belgrado |
| 20:45              |        | Relatório | Haaland 26' | Árbitro: POL Paweł Raczkowski      |

| 2 de junho de 2022 | Eslovênia | 0 – 2     | Suécia                              | Estádio Stožice, Liubliana |
| 20:45              |           | Relatório | Forsberg 39' (pen) · Kulusevski 88' | Árbitro: FRA Ruddy Buquet  |

| 5 de junho de 2022 | Sérvia                                                           | 4 – 1     | Eslovênia      | Estádio Estrela Vermelha, Belgrado |
| 20:45              | Mitrović 24' · Milinković-Savić 56' · Jović 85' · Radonjić 90+2' | Relatório | Stojanović 30' | Árbitro: ESP Jesús Gil Manzano     |

| 5 de junho de 2022 | Suécia       | 1 – 2     | Noruega                | Friends Arena, Solna        |
| 20:45              | Elanga 90+2' | Relatório | Haaland 20' (pen), 69' | Árbitro: ENG Anthony Taylor |

| 9 de junho de 2022 | Noruega | 0 – 0     | Eslovênia | Ullevaal Stadion, Oslo       |
| 20:45              |         | Relatório |           | Árbitro: POR Fábio Veríssimo |

| 9 de junho de 2022 | Suécia | 0 – 1     | Sérvia      | Friends Arena, Solna         |
| 20:45              |        | Relatório | Jović 45+3' | Árbitro: BEL Lawrence Visser |

| 12 de junho de 2022 | Noruega                              | 3 – 2     | Suécia                        | Ullevaal Stadion, Oslo   |
| 18:00               | Haaland 10', 54' (pen) · Sørloth 77' | Relatório | Forsberg 62' · Gyökeres 90+5' | Árbitro: GER Harm Osmers |

| 12 de junho de 2022 | Eslovênia                    | 2 – 2     | Sérvia                        | Estádio Stožice, Liubliana    |
| 20:45               | Gnezda Čerin 48' · Šeško 53' | Relatório | Živković 8' · A. Mitrović 35' | Árbitro: ITA Maurizio Mariani |

| 24 de setembro de 2022 | Eslovênia              | 2 – 1     | Noruega     | Estádio Stožice, Liubliana   |
| 18:00                  | Šporar 69' · Šeško 81' | Relatório | Haaland 47' | Árbitro: BEL Lawrence Visser |

| 24 de setembro de 2022 | Sérvia                                  | 4 – 1     | Suécia       | Estádio Estrela Vermelha, Belgrado |
| 20:45                  | A. Mitrović 18', 45+1', 48' · Lukić 70' | Relatório | Claesson 15' | Árbitro: BUL Georgi Kabakov        |

| 27 de setembro de 2022 | Noruega | 0 – 2     | Sérvia                         | Ullevaal Stadion, Oslo           |
| 20:45                  |         | Relatório | Vlahović 42' · A. Mitrović 54' | Árbitro: ESP Antonio Mateu Lahoz |

| 27 de setembro de 2022 | Suécia       | 1 – 1     | Eslovênia | Friends Arena, Solna      |
| 20:45                  | Forsberg 42' | Relatório | Šeško 28' | Árbitro: GER Felix Zwayer |

## Classificação geral
As 16 equipes da Liga B serão classificadas entre 17º à 32º na Liga das Nações da UEFA de 2022–23 de acordo com as seguintes regras:
- As equipes que terminarem em primeiro nos grupos serão classificadas entre 17º à 20º de acordo com os resultados da fase de grupos
- As equipes que terminarem em segundo lugar nos grupos serão classificadas entre 21º à 24º de acordo com os resultados da fase de grupos.
- As equipes que terminarem em terceiro lugar nos grupos serão classificadas entre 25º à 28º de acordo com os resultados da fase de grupos.
- As equipes que terminarem em quarto lugar nos grupos serão classificadas entre 29º à 32º de acordo com os resultados da fase de grupos.

| Pos | Grp | Equipe               | Pts | J | V | E | D | GP | GC | SG  |
| --- | --- | -------------------- | --- | - | - | - | - | -- | -- | --- |
| 17  | 4   | Sérvia               | 13  | 6 | 4 | 1 | 1 | 13 | 5  | +8  |
| 18  | 1   | Escócia              | 13  | 6 | 4 | 1 | 1 | 11 | 5  | +6  |
| 19  | 1   | Ucrânia              | 11  | 6 | 3 | 2 | 1 | 10 | 4  | +6  |
| 20  | 3   | Bósnia e Herzegovina | 11  | 6 | 3 | 2 | 1 | 8  | 8  | 0   |
|     |     |                      |     |   |   |   |   |    |    |     |
| 21  | 4   | Noruega              | 10  | 6 | 3 | 1 | 2 | 7  | 7  | 0   |
| 22  | 3   | Finlândia            | 8   | 6 | 2 | 2 | 2 | 8  | 6  | +2  |
| 23  | 2   | Israel               | 8   | 4 | 2 | 2 | 0 | 8  | 6  | +2  |
| 24  | 1   | Irlanda              | 7   | 6 | 2 | 1 | 3 | 8  | 7  | +1  |
|     |     |                      |     |   |   |   |   |    |    |     |
| 25  | 3   | Montenegro           | 7   | 6 | 2 | 1 | 3 | 6  | 6  | 0   |
| 26  | 3   | Romênia              | 7   | 6 | 2 | 1 | 3 | 6  | 8  | −2  |
| 27  | 4   | Eslovênia            | 6   | 6 | 1 | 3 | 2 | 6  | 10 | −4  |
| 28  | 2   | Islândia             | 4   | 4 | 0 | 4 | 0 | 6  | 6  | 0   |
|     |     |                      |     |   |   |   |   |    |    |     |
| 29  | 4   | Suécia               | 4   | 6 | 1 | 1 | 4 | 7  | 11 | −4  |
| 30  | 1   | Armênia              | 3   | 6 | 1 | 0 | 5 | 4  | 17 | −13 |
| 31  | 2   | Albânia              | 2   | 4 | 0 | 2 | 2 | 4  | 6  | −2  |
| 32  | 2   | Rússia               | 0   | 0 | 0 | 0 | 0 | 0  | 0  | 0   |